# Scolopia luzonensis
Scolopia luzonensis är en videväxtart som först beskrevs av Presl, och fick sitt nu gällande namn av Otto Warburg. Scolopia luzonensis ingår i släktet Scolopia och familjen videväxter. Inga underarter finns listade i Catalogue of Life.